# 美國猶太教神學院
美國犹太教神学院（Jewish Theological Seminary of America，JTS），是一所位於美國紐約市曼哈頓上城的猶太教神學院，成立于1886年。是犹太教保守派的主要学术中心和精神中心之一，美國犹太教神学院也是哥伦比亚大学的4所附属学院之一（另外3所是巴纳德学院、哥伦比亚大学师范学院和纽约协和神学院）。
其他數間犹太教保守派的主要神学院包括洛杉矶的犹太教大学、阿根廷布宜诺斯艾利斯的拉丁美洲犹太教神学院（Seminario Rabínico Latinoamericano）、耶路撒冷的（Schechter Institute of Jewish Studies）。其名称和基本理念都来自于现已不存在的布雷斯劳的犹太教神学院。